# Свен Томсен
Свен Томсен (дан. Sven Thomsen, 7 вересня 1884 — 14 листопада 1968) — данський яхтсмен.
Срібний призер Олімпійських Ігор 1912 року в класі 6 метрів.